# Nikolaus Hieronymus Gundling

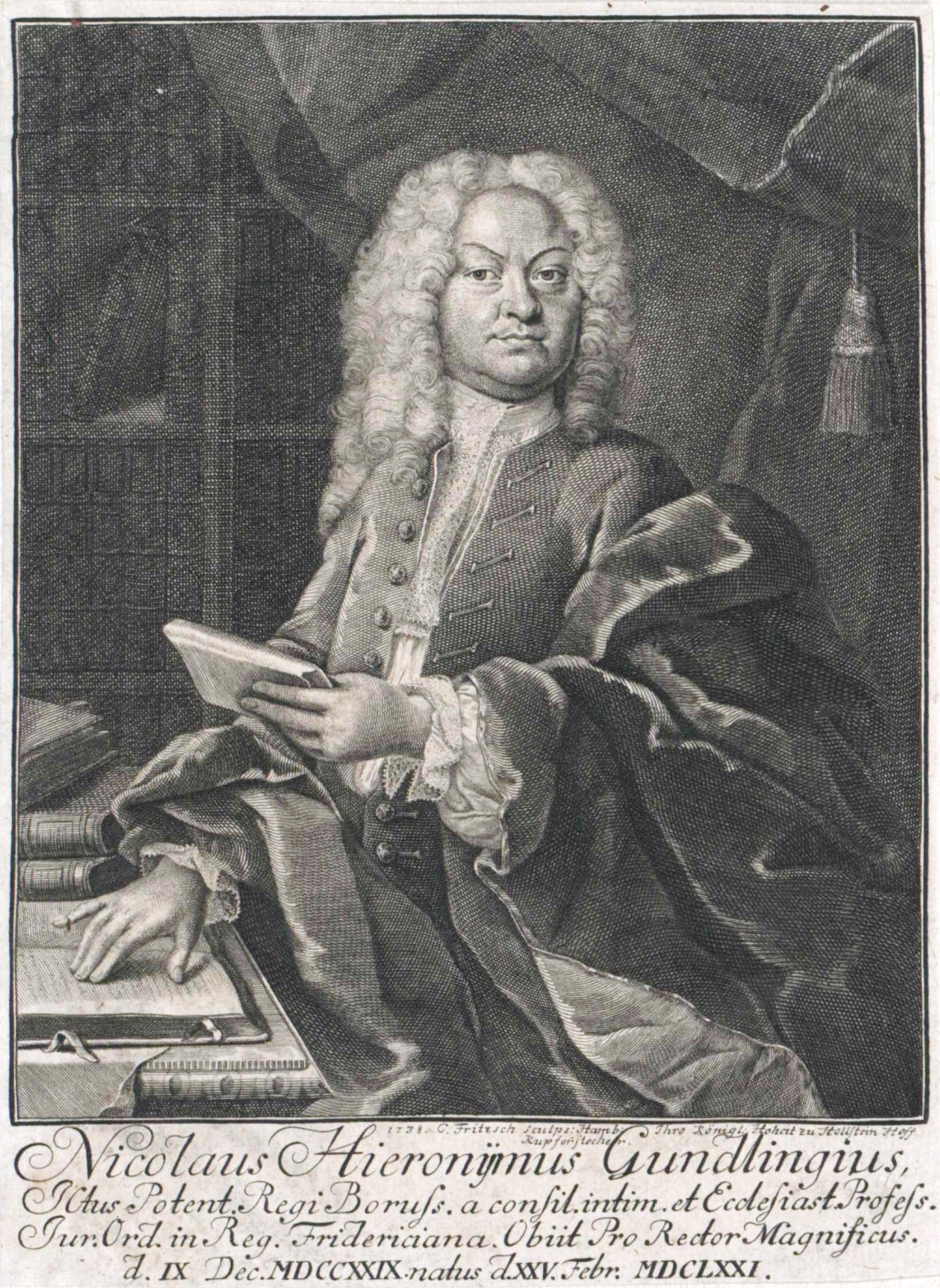
Retrado de Gundling por Christian Fritzsch

Nikolaus Hieronymus Gundling (Kirchensittenbach, 25 de febrero de 1671-Magdeburgo, 9 de diciembre de 1729) fue un filósofo ecléctico y jurista teutón.
Su padre era pastor y estudió en Altdorf, Jena, Leipzig y Halle. En 1702 entró en controversia con Gotthard Heidegger, quien temía el efecto en la vida alemana de la moda francesa novelesca. En 1705 fue nombrado professor de filosofía en Halle, y en 1707 profesor de jurisprudencia.